# Nous n'irons pas à Avignon
Nous n'irons pas à Avignon est un festival de théâtre accueillant des compagnies de théâtres très diverses pour lesquelles une présence sur le festival d'Avignon est compliquée, faute de moyens ou de reconnaissance,. Le festival dure généralement 4 semaines au mois de juillet avec deux jours de relâche hebdomadaire.
Il a été créé en 1999 et siège depuis cette date dans les locaux de la Gare au théâtre située à Vitry-sur-Seine, sur la ligne C du RER d'Île-de-France. Le festival a été créé autour d’un collectif de compagnies, pour dénoncer l’hypercentralisation des festivals de théâtre sur Avignon, mais également pour montrer qu’un festival de théâtre peut exister en dehors d’Avignon.
Nous n’irons pas à Avignon accueille chaque année une vingtaine de compagnies pour des représentations variées. 